# Seabiscuit: An American Legend
Seabiscuit: An American Legend é um livro não-fictício estadunidense de 2001 escrito por Laura Hillenbrand. As memórias relatam a biografia  do puro-sangue inglês Seabiscuit, cavalo de corrida do turfe. Venceu o William Hill Sports Book of the Year e foi adaptado para o cinema no filme homônimo.